# El Hijo de Dr. Wagner Jr.
El Hijo de Dr. Wagner Jr. (nacido el 4 de diciembre de 1991) es un luchador profesional mexicano quien actualmente en Lucha Libre AAA Worldwide. (AAA) También es conocido por su trabajo en Pro Wrestling NOAH. quien hace apariciones en International Wrestling Revolution Group (IWRG) y en el circuito independiente. Su nombre real no lo comparte con orgullo contrario a otros luchadores, donde sus vidas privadas se mantienen en secreto para los fanáticos de la lucha.
Es nieto del Dr. Wagner e hijo del Dr. Wagner Jr. Su madre es luchadora profesional Rossy Moreno y él es parte de las familias de lucha libre Wagner y Moreno.
Wagner Jr. ha sido una vez campeón mundial al ser Campeón Peso Pesado de GHC. También fue una vez Campeón Nacional de GHC y dos veces Campeón en Parejas de GHC.

## Carrera

### Primeros años (2009-2010)
No se ha verificado que El Hijo de Dr. Wagner trabajó con una identidad diferente antes del 9 de diciembre de 2009, cuando hizo su debut con ese nombre, pero es posible que la fecha de debut dada sea solo para el personaje de "El Hijo de Dr. Wagner Jr." Antes de su debut oficial, a veces se lo llamaba "Dr. Wagner III" por algunas publicaciones de lucha libre, pero ese nombre nunca fue usado oficialmente. Hizo su debut en un show de Perros del Mal el 25 de diciembre de 2009, formando equipo con C. Manson, X-Fly y su tío Groon XXX; el equipo derrotó a El Oriental, Halloween, Hysteria Extreme y Máscara Año 2000 Jr.

### Circuito independiente (2010-presente)
Tres días después, se unió a las leyendas de lucha libre Blue Demon Jr. y El Hijo del Santo; el trío perdió ante Los Perros del Mal (Damián 666, Halloween y el Mr. Águila) cuando el Hijo del Dr. Wagner fue atrapado. Su padre había tenido una larga rivalidad con L.A. Park, una rivalidad que se extendería a la próxima generación cuando El Hijo del Dr. Wagner comenzó a trabajar contra El Hijo de L.A. Park en todo México.
El 12 de julio de 2010, El Hijo del Dr. Wagner trabajó en el primer aniversario de Promociones Gutiérrez, un espectáculo coproducido por la promoción local y el Consejo Mundial de Lucha Libre (CMLL), una de las mayores promociones de México. Hijo del Dr. Wagner se asoció con el Hijo de L.A. Park y Scorpio Jr. para enfrentar a los habituales de CMLL La Máscara, Máscara Dorada y Valiente. Los equipos dividieron las dos primeras caídas entre ellos y, en la caída final, Scorpio Jr. sacó una descalificación por aterrizar un golpe bajo en La Máscara y posteriormente desenmascararlo frente al árbitro. Después del combate, Scorpio Jr. e Hijo de L.A. Park atacaron a Hijo del Dr. Wagner Jr., lo que resultó en la sorpresa de la noche cuando su padre, el Dr. Wagner Jr., llegó al ring para salvarlo del ataque. El Dr. Wagner Jr. salió con todo su equipo de lucha, con el Megacampeonato de AAA atado alrededor de su cintura para sorpresa de todos los asistentes. Después de huir de los atacantes de su hijo, posó en el ring con su hijo, luego hizo un círculo alrededor del ring para permitir que la primera fila lo mirara más de cerca. El Dr. Wagner Jr. no hizo ningún anuncio o comentario durante su aparición, simplemente posó con su hijo e interactuó con los fanáticos antes de abandonar la arena.
El dúo trabajó para varias promociones independientes en México hasta que El Hijo del Médico Asesino firmó un contrato de desarrollo con World Wrestling Entertainment en la primera parte de 2011. El Hijo de Dr. Wagner comenzó a hacer apariciones regulares para International Wrestling Revolution Group (IWRG) en 2011, incluido el evento principal de la Guerra del Golfo de IWRG en el que luchó en un combate en la jaula de acero donde el perdedor se vería obligado a defender su máscara más tarde esa noche en un combate de Luchas de Apuestas. El combate también incluyó a Black Terry, El Ángel, El Hijo del Diablo, El Hijo del Pantera, Masada y Trauma I y el perdedor Multifacético.
El 4 de febrero del 2024 Wagner derrotó a Kenoh para ganar el GHC Heavyweight Championship, convirtiéndose en el primer mexicano en ganar la máxima presea de peso completo de una promoción mayor japonesa.

## Campeonatos y logros
- Organización Independiente de Lucha Libre
  - Torneo De Parejas Juniors Bicentenario (2010) – con El Hijo de L.A. Park[7]

- Lucha Libre AAA Worldwide
  - Campeonato Latinoamericano de AAA (1 vez, actual)

- Pro Wrestling NOAH
  - GHC Heavyweight Championship (1 vez)
  - GHC National Championship (1 vez)
  - GHC Tag Team Championship (2 veces) – con René Duprée
  - Global Tag League (2020) – con René Duprée

- The Crash
  - Campeonato en Parejas de The Crash (1 vez, actual) – con Galeno del Mal

- Universal Wrestling Entertainment
  - UWE Tag Team Championship (1 vez) - con El Hijo de Dos Caras[8]

- Xtreme Warriors Wrestling
  - XWW Tag Team Championship (1 vez, actual) - con El Hijo del Médico Asesino